# 子之
子之（しし、生年不詳 - 紀元前314年）は、戦国時代の燕の宰相。後に燕王を称した。
燕王噲の下で宰相をつとめ、国事の全てを決裁していた。蘇秦と姻戚関係にあり、蘇代とも交友を結んだ。紀元前316年、燕王噲は王位を子之に譲った。紀元前314年、燕の将軍の市被が太子平を擁して子之を攻撃し、宮殿を包囲した。子之の軍が市被を撃破すると、市被は態度をひるがえして太子平を攻撃し、市被は戦死した。この内乱により燕は荒廃し、これを機とみた斉の宣王が将軍の匡章を派遣して燕を攻撃した。国都が陥落して、燕王噲は殺害され、子之は逃亡した。後に捕らえられて殺害された。